# Vesanto
Vesanto è un comune finlandese di 1894 abitanti, situato nella regione del Savo Settentrionale.